# Sumgait

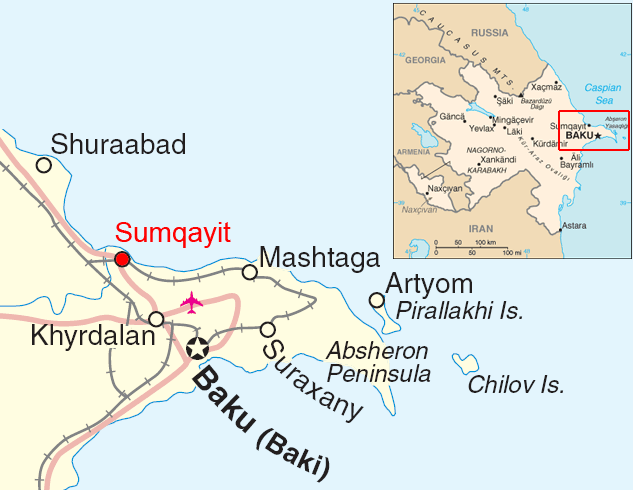
Karta över Apsjeronhalvön med Sumgait utsatt

I rött ses staden Sumgait och i grönt enklaven Nagorno-Karabach.

Sumgait  (av ryska: Сумгаит; azerbajdzjanska: Sumqayıt), är den tredje största staden i Azerbajdzjan, med 426 020 invånare (2015). Den är belägen på nordsidan av den industritäta Apsjeronhalvön vid Kaspiska havet, ungefär 30 kilometer nordväst om huvudstaden Baku. Det är en viktig hamnstad och oljecentrum. 

## Historia
Staden grundades den 22 november 1949 (enligt vissa uppgifter 1944). Den 26–29 februari 1988 - Under Sovjettiden - var staden föremål för etniska konflikter mellan azerer och armenier, vilket resulterade i Sumgaitpogromen på armenier. Detta skulle ha sin grund i att armenierna i Nagorno-Karabach några dagar tidigare utropat sin självständighet från Azerbajdzjan.

## Vänorter
- Rustavi i Georgien (1952)[1]
- Pitești i Rumänien (1971)[1]
- Tjerkasy i Ukraina (1972)[1]
- Ludwigshafen am Rhein i Tyskland (1977)[1]
- Bari i Italien (2004)[2]
- Aktau i Kazakstan (2009)[3]
- Linz i Österrike (2009)[4]
- Mahiljoŭ i Belarus, (2009)[5]
- Nevinnomyssk i Russia, (since 2011)[6]

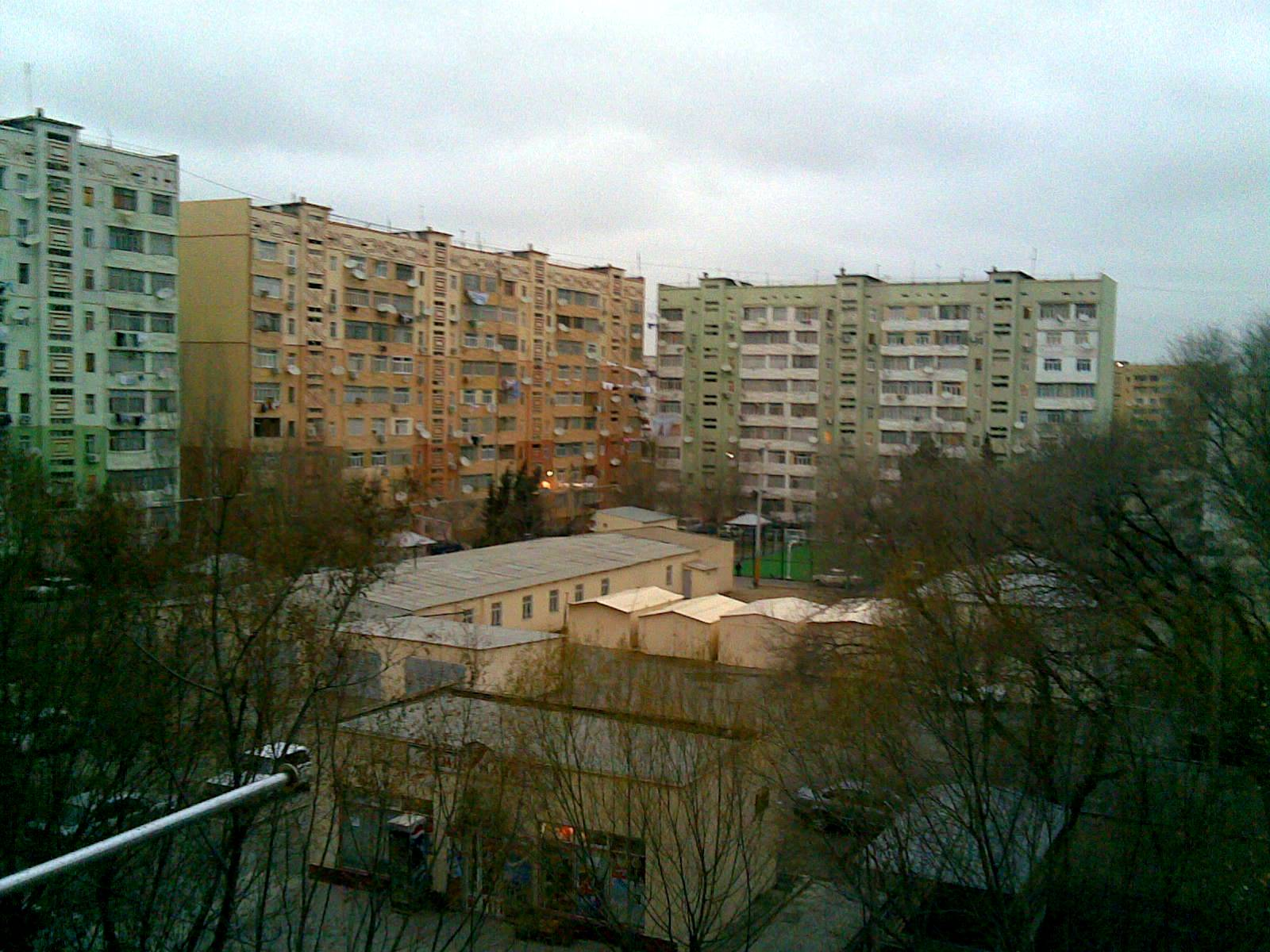
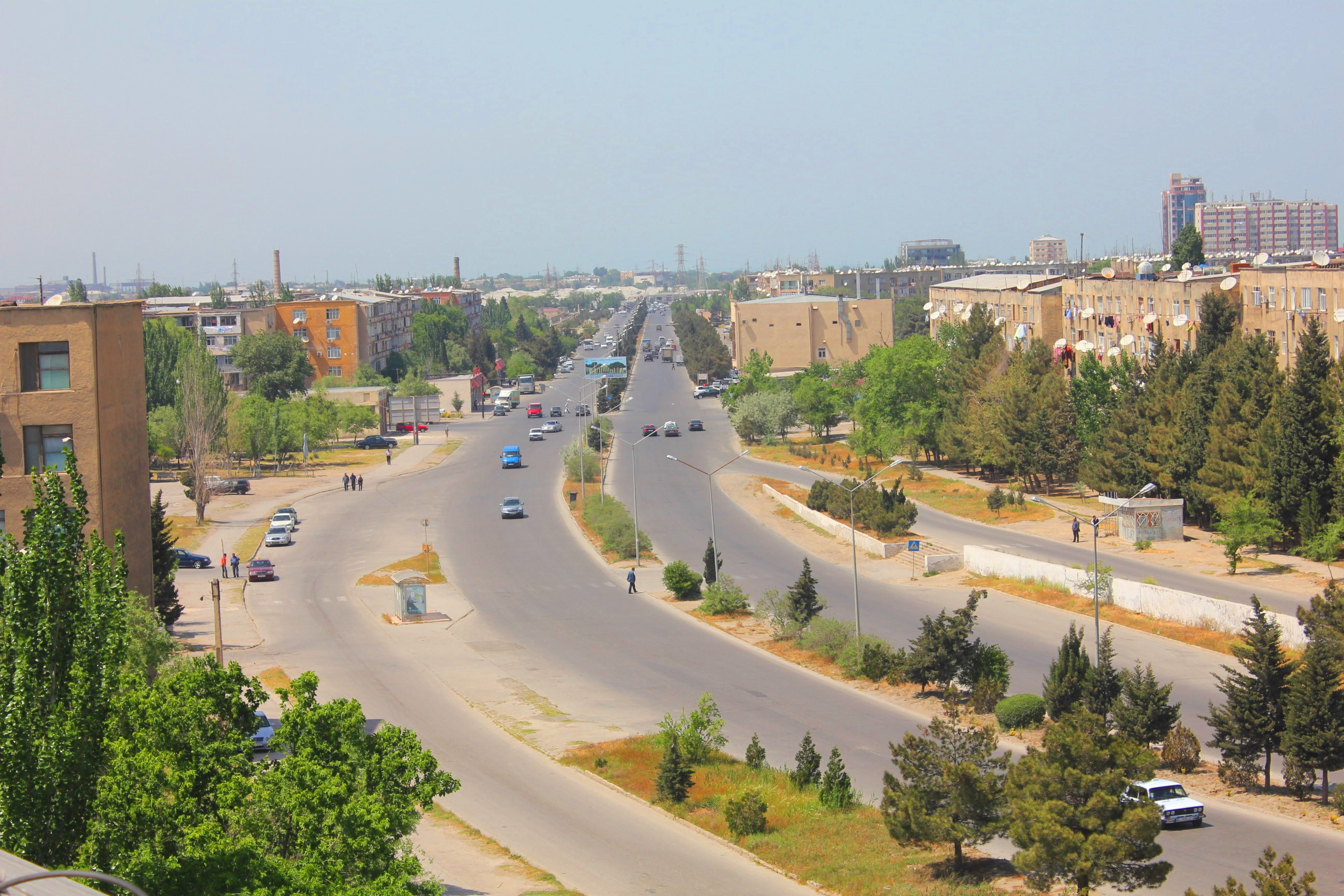
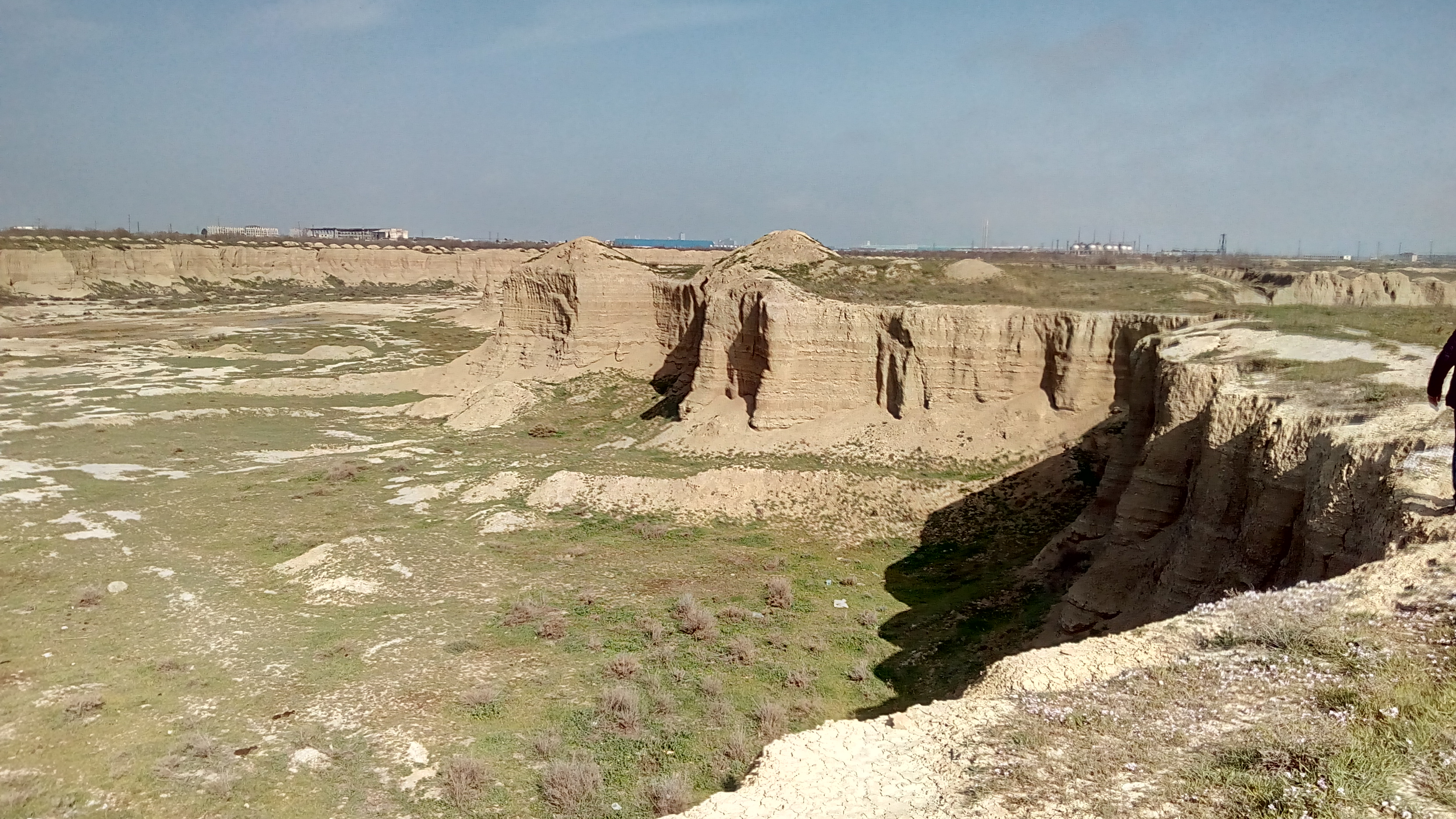

- Genua i Italien (2013)[7]
- Zhuzhou i China[8]
- Ceyhan i Turkiet[8]